# Nancy Kerriganová
Nancy Ann Kerriganová (* 13. října 1969 Stoneham) je bývalá americká krasobruslařka.
Krasobruslení se věnovala od šesti let, v roce 1987 debutovala na mistrovství USA, kde byla čtvrtá mezi juniorkami. Na seniorském národním šampionátu byla třetí v roce 1991, druhá v roce 1992 a vyhrála v roce 1993. Na mistrovství světa v krasobruslení získala bronzovou medaili v roce 1991 a stříbrnou v roce 1992, v roce 1993 byla pátá. Na olympiádě 1992 skončila na třetím místě. Také byla třetí na Univerziádě 1989, vyhrála Novarat Trophy 1989, Bofrost Cup on Ice 1991 a závod Piruetten v Norsku v roce 1994.
Po tréninku v detroitské Cobo Areně 6. ledna 1994 k ní na chodbě přiskočil maskovaný muž, Shane Stant, a udeřil ji teleskopickým obuškem několik centimetrů nad pravé koleno. Ke zlomení kosti nedošlo. Kerriganová kvůli takto způsobenému zranění vynechala mistrovství USA, sloužící jako kvalifikace na Zimní olympijské hry 1994, přesto byla do týmu zařazena na úkor Michelle Kwanové. Mezitím probíhalo vyšetřování útoku, které odhalilo stopy vedoucí k reprezentační kolegyni Kerriganové Tonyi Hardingové. Vzájemný souboj obou krasobruslařek na olympiádě v Lillehammeru byl proto mediálně velmi ostře sledován, v USA se na přenos dívalo rekordních sto milionů diváků. Nakonec Hardingová skončila až na osmém místě, zatímco Kerriganová po krátkém programu vedla, ale po volné jízdě na ni zbyla stříbrná medaile, když ji předstihla Ukrajinka Oksana Bajulová. Teprve po hrách se Hardingová přiznala, že spolu se svým manželem a bodyguardem naplánovali útok, který by jí Kerriganovou jako nejvážnější konkurentku odklidil z cesty. Původně ji chtěli zavraždit, pak se rozhodli objednat profesionálního zločince, který by jí zchromil nohu. Hardingová byla odsouzena ke tříletému vězení s podmíněným odkladem, finanční pokutě a doživotnímu zákazu sportovní činnosti.
Po olympiádě 1994 Kerriganová ukončila amatérskou dráhu, vystupovala ve Walt Disney World Resort a v lední show Champions on Ice, spolupracovala s módní návrhářkou Verou Wangovou, působila jako televizní komentátorka, účinkovala v televizním seriálu Boys Meets World a v soutěži Dancing with the Stars. Provozuje také nadaci pomáhající osobám se zdravotním handicapem (její vlastní matka je nevidomá). Od roku 1995 je provdaná za svého mediálního agenta Jerryho Solomona, mají tři děti.